# Darth Maul
Darth Maul, también conocido simplemente como Maul, es un personaje de la franquicia Star Wars. Apareció por primera vez en la película de 1999 Star Wars: Episodio I - La amenaza fantasma (interpretado por Ray Park y con la voz de Peter Serafinowicz) como un poderoso Señor Sith y primer aprendiz de Darth Sidious. Aunque Obi-Wan Kenobi supuestamente lo mató al final de la película, Darth Maul regresó en la serie animada por computadora de 2008 Star Wars: The Clone Wars (con la voz de Sam Witwer). El creador de Star Wars, George Lucas, tuvo la intención de que Maul resucitado sirviera de principal antagonista en la tercera trilogía de Star Wars, pero se dejó estos planes cuando Disney adquirió Lucasfilm en 2012. No obstante, el personaje reapareció en la serie animada de 2014 Star Wars Rebels y en la película de 2018 Solo: A Star Wars Story, con la voz nuevamente de Witwer; Park repitió este rol físicamente en Solo. Desde su derrota inicial en "La amenaza fantasma", Maul se convirtió en un cerebro criminal independiente y perduró como el archienemigo de Obi-Wan.
Darth Maul es un Zabrak de Dathomir que en su niñez es secuestrado por Sidious y él lo entrena en los caminos del lado oscuro de la Fuerza. Mata al Maestro Jedi Qui-Gon Jinn en la Batalla de Naboo, antes de ser partido en dos por el aprendiz de Qui-Gon, Obi-Wan. Llevado por odio, Maul sobrevive y enloquece durante una década aislado hasta que su hermano, Savage Opress, lo halla durante las Guerras Clon. Ya restaurados su mente y cuerpo con magia y piernas cibernéticas por la Hermana de la Noche, Madre Talzin, Maul se obsesiona y busca venganza contra Obi-Wan. Une varios sindicatos criminales bajo su mando, organiza la toma de control de Mandalore y mata a la amante de Obi-Wan, la duquesa Satine Kryze. Sidious captura a Maul por convertirse en una amenaza, pero escapa antes de que la República sea reemplazada por el Imperio Galáctico. Renuncia a su título Sith de "Darth", reconstruye su organización criminal y manipula a Ezra Bridger para que le ayude a encontrar a Obi-Wan en Tatooine, donde los dos viejos rivales tienen una lucha final que termina con Maul muerto.
Además de las películas y series de televisión, el personaje aparece en varias formas de medios en el Universo Expandido de Star Wars, incluidas novelas, cómics y videojuegos. A pesar de su breve presencia en The Phantom Menace, Darth Maul se hizo un favorito de los fanáticos de Star Wars y un villano bien reconocido en la cultura popular por su apariencia siniestra, intimidante, y su sable de luz de doble hoja. Su resurgimiento y caracterización ampliada en The Clone Wars lo hizo aún más popular en el fandom de Star Wars y le valió seguidores de culto.

## Creación y representación

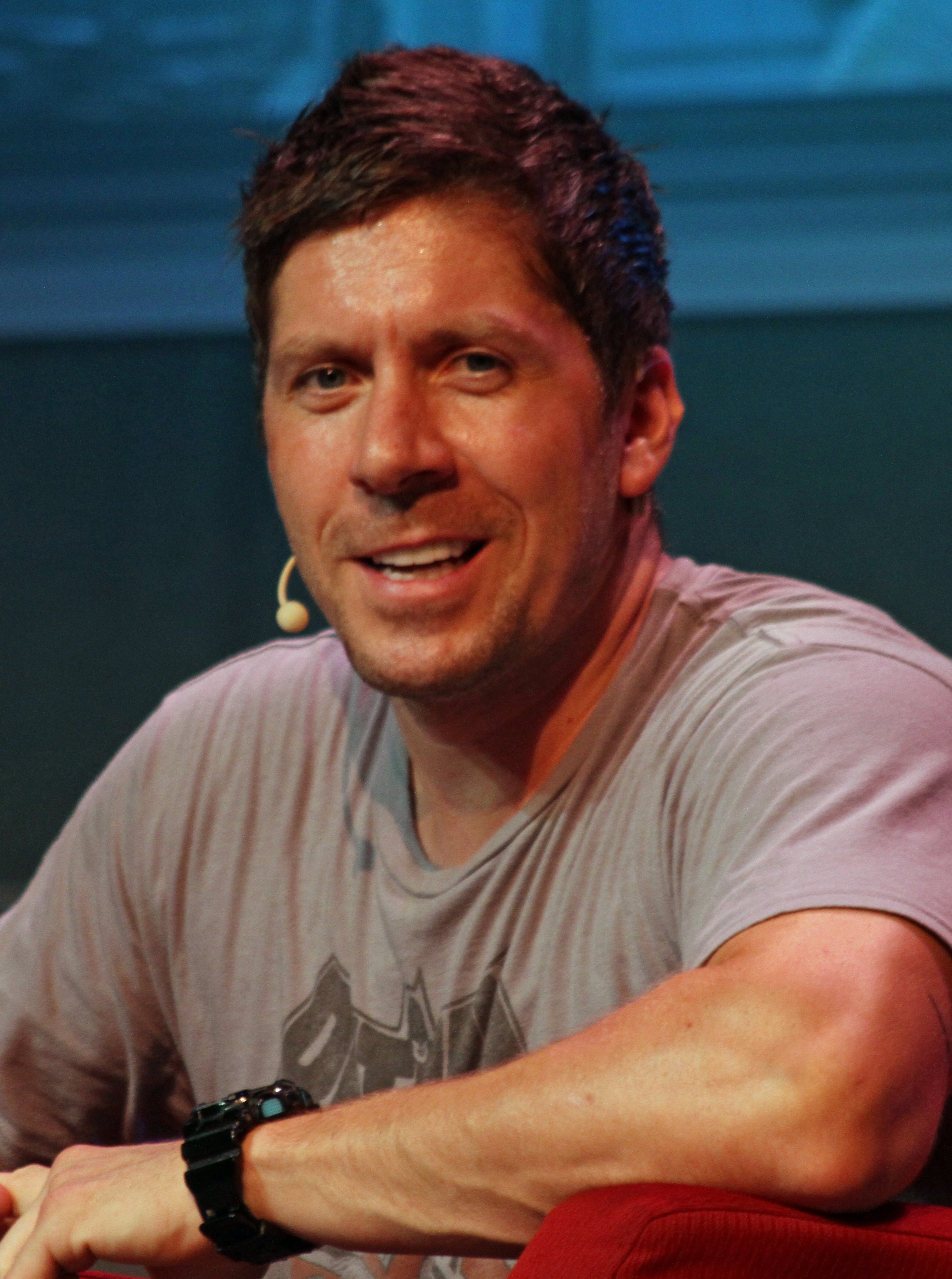
Ray Park en 2011

### Diseño del personaje
El diseño del personaje corrió a cargo del ilustrador y artista conceptual Iain McCaig, basándose en un comentario de George Lucas, este le sugirió que el villano debía de ser un personaje que reflejara su «peor pesadilla». Las características faciales estuvieron inspiradas en una mezcla de colores y formas vistas en las pinturas faciales de algunas tribus africanas, caras desolladas, patrón de los circuitos, simetría bilateral y figuras vistas en los test de rorschach. Aunque en un principio el diseño del personaje era con plumas, el supervisor de efectos especiales, Nick Dudman, las interpretó como cuernos,modificando sus rasgos para convertirlos en aquellos comunes en las representaciones populares del diablo. 
Su ropa también fue modificada, desde un traje ajustado con un patrón muscular hasta la túnica Sith basada en pliegues samuráis , porque las batallas con sables de luz implicaban muchos saltos, giros, carreras y rodaduras.  Otro concepto tenía a Maul como una figura enmascarada, algo que podría rivalizar con Darth Vader , mientras que los personajes senatoriales lucirían caras pintadas y tatuadas. Más tarde se decidió aplicar las caras pintadas y tatuadas a Maul en lugar del senador. 
George Lucas decidió resucitar a Darth Maul para The Clone Wars después de desarrollar el personaje de Savage Opress.  El cocreador de la serie, Dave Filoni, inicialmente respondió a la idea de Lucas como poco realista, porque "Se acabó. Está cortado por la mitad. ¿Cómo funciona eso?" Según Filoni, Lucas respondió: "No lo sé. Averígualo".

### Representación en películas
En la película del año 1999 Star Wars: Episodio I - La amenaza fantasma, el personaje estuvo representado por el experto en artes marciales Ray Park y la voz estuvo a cargo de Peter Serafinowicz. En la película del año 2018 Han Solo: una historia de Star Wars, el personaje volvió a ser representado por Ray Park, pero la voz voz estuvo a cargo de Sam Witwer, quien también se la ha puesto en las series animadas, Star Wars: The Clone Wars y Star Wars Rebels. 

### Sable de luz
Darth Maul es conocido por su uso de un sable de luz de doble hoja de un bello rojo carmesí, que empuña de forma similar a un bastón bo. En Star Wars: Episodio I – La Amenaza Fantasma, el soporte de su sable de luz estaba hecho de resina, fundido sobre una barra de metal a la que se unían las hojas de duelo.

## Apariciones

### Películas

#### La amenaza fantasma

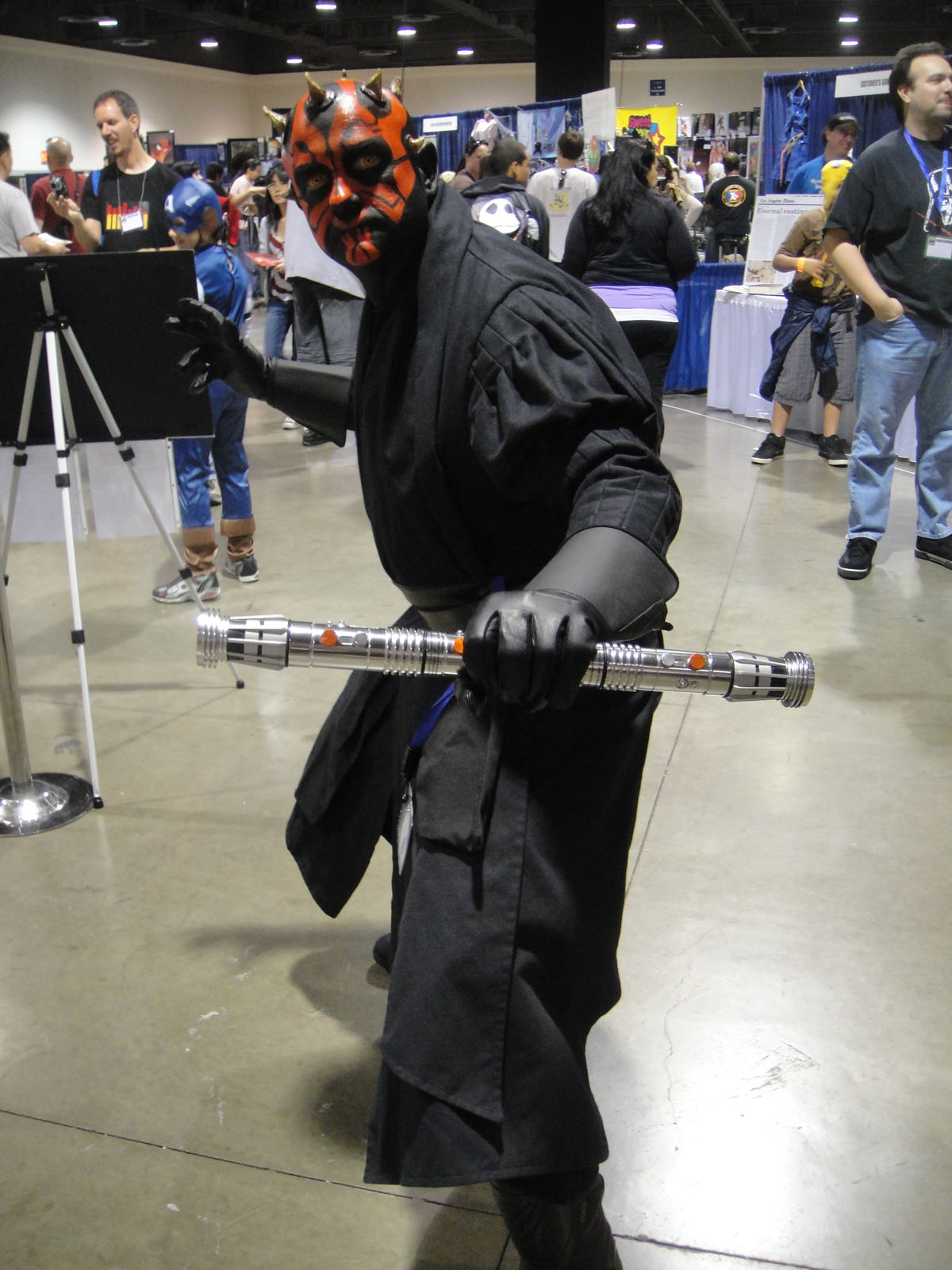
Cosplay de Darth Maul en el Long Beach Comic & Horror Con 2011.

En su primera aparición, Darth Maul es enviado por su maestro Darth Sidious para capturar a la reina Padmé Amidala de Naboo para obligarla a firmar un tratado que legitimaría la invasión del planeta por parte de la Federación de Comercio. Maul logra rastrear su nave espacial hasta Tatooine, donde se enfrenta brevemente al Maestro Jedi Qui-Gon Jinn, quien ha sido asignado para proteger a la Reina. Qui-Gon concluye que Maul es un Lord Sith e informa al Consejo Jedi en Coruscant del regreso de los Sith. En el clímax de la película, Maul se enfrenta a Qui-Gon y su aprendiz Obi-Wan Kenobi. Es capaz de matar a Qui-Gon y derribar a Obi-Wan por un pozo, pero Kenobi se impulsa fuera del pozo y usa el sable de luz de Qui-Gon para dividir en dos a Maul, enviando las dos partes de su cuerpo cayendo por el pozo.

#### Solo: Una historia de Star Wars
Al final de Solo, Maul se revela como el cerebro detrás del sindicato del crimen Crimson Dawn. Después de matar a Dryden Vos, a quien Maul había designado como su testaferro, la contrabandista Qi'ra le dice a Maul que Vos fue traicionado y asesinado por Tobias Beckett y sus cómplices, sin mencionar la participación de Han Solo y Chewbacca. Pareciendo creerla, Maul le ordena a Qi'ra que se reúna con él en Dathomir y enciende su sable de luz, diciéndole que trabajarán más de cerca a partir de ese momento.

#### Aspecto de la trilogía secuela descartada
En los esquemas no utilizados de George Lucas para la trilogía secuela de Star Wars, Maul estaba destinado a actuar como el principal antagonista. El cibernético Maul se habría convertido en "el padrino del crimen en el universo" y el maestro de Darth Talon.

### Serie animada

#### Star Wars: The Clone Wars
En la tercera temporada, se revela que Darth Maul fue miembro del clan Nightbrothers del planeta Dathomir. Madre Talzin, la líder de las brujas Nightsister (en español, Hermanas de la Noche) y la madre biológica de Maul, envía a su otro hijo, Savage Opress, a buscar a Maul, que ha estado viviendo en el borde exterior desde que Obi-Wan Kenobi lo dividió en dos y presumiblemente lo mató más de una década antes.  
En la cuarta temporada, Maul es encontrado por Savage en el planeta chatarrero de Lotho Minor. Habiendo quedado varado allí y enloquecido, Maul usa la Fuerza para construir un aparato con forma de araña para reemplazar sus piernas cortadas.  Savage lleva a Maul de regreso a Dathomir, donde Talzin usa la magia de las Hermanas de la Noche para restaurar su mente y equiparlo con un par de piernas cibernéticas. Buscando venganza contra Obi-Wan, Maul emprende una matanza para atraer y capturar al Jedi con la ayuda de Savage, pero Asajj Ventress acude en ayuda de Obi-Wan y lo ayuda a escapar. 
En la quinta temporada, Maul toma a Savage como su aprendiz y comienza a construir su propio imperio criminal. Los dos viajan a Florrum en un intento por apoderarse del territorio de los piratas Weequay liderados por Hondo Ohnaka. Los Jedi los rastrean y Maul se enfrenta a Obi-Wan mientras Savage lucha y mata a Adi Gallia. El equipo de Obi-Wan y Hondo trabajan juntos para obligar a los hermanos a huir en una cápsula de escape. Días después, el grupo terrorista mandaloriano Death Watch (en español. Guardia Letal / Guardia de la Muerte) encuentra a Maul y Savage flotando en el espacio muerto. Maul une fuerzas con su líder, Pre Vizsla, para tomar el control de Mandalore y vengarse de su enemigo común, Obi-Wan. Reclutan al Sol Negro, el Sindicato Pyke y el Clan Hutt para formar un sindicato criminal llamado Shadow Collective (en español, Colectivo Sombra). Maul diseña el ascenso al poder de Vizsla al ordenar a las familias criminales que ataquen a Mandalore, lo que permite que la Guardia de la Muerte los capture y obtenga el apoyo del público. Sin embargo, Vizsla traiciona y encarcela a Maul y Savage, aunque se liberan fácilmente, y el primero desafía a Vizsla a una lucha por el liderazgo de Mandalore. Maul domina a Vizsla, lo decapita con su propio sable oscuro, y efectivamente se hace cargo de Mandalore, poniendo en desgracia al ex primer ministro Almec, a quien la duquesa Satine había encarcelado por corrupción, en el poder como líder títere. Sin embargo, una facción de la Guardia de la Muerte, dirigida por Bo-Katan Kryze, se niegan a aceptar a un extraño como su líder y escapan para planear un golpe. Más tarde, Maul planea una trampa para Obi-Wan, sabiendo que Satine se pondrá en contacto con el Maestro Jedi en busca de ayuda debido a su pasado romántico. Cuando Obi-Wan llega a Mandalore, es rápidamente capturado y obligado a observar cómo Maul ejecuta a Satine. Más tarde, Obi-Wan es liberado por la facción de Bo-Katan.
Mientras tanto, Darth Sidious se entera de la supervivencia de Maul y el poder que ha acumulado y, temiendo que su antiguo aprendiz pueda desafiarlo, viaja a Mandalore para abordar el asunto. Después de un duelo con sables de luz contra Maul y Savage, Sidious mata fácilmente a este último, enfureciendo a Maul, quien se defiende brevemente de Sidious, pero finalmente es derrotado. Sidious procede a torturar a Maul con rayos de la Fuerza, pero le perdona la vida porque tiene otros usos para él.
En la séptima y última temporada, siguiendo los eventos del cómic Darth Maul: Son of Dathomir, Maul todavía lidera el Colectivo Sombra, que ahora consiste en el Sol Negro, el Sindicato Pyke y el Alba Escarlata (Crimson Dawn, en idioma original), y gobierna Mandalore, hasta que Bo-Katan solicita la ayuda de la República Galáctica para deponerlo. Durante el arco de la historia de Siege of Mandalore (que se desarrolla durante Revenge of the Sith), la facción de Bo-Katan y una rama de la Legión 501st, dirigida por Ahsoka Tano y el Comandante Rex, lidera un asalto a las fuerzas mandalorianas de Maul para sacarlo de su escondite. Sin que ellos lo sepan, Maul ha previsto los eventos que están a punto de desarrollarse y ordena a sus lugartenientes del Colectivo Sombra que se escondan, advirtiéndoles del Imperio Galáctico que está a punto de crearse. Mientras se enfrenta a Ahsoka, Maul comparte sus visiones con ella, revelando que Darth Sidious destruirá tanto a la República como a la Orden Jedi, y la invita a unirse a él para que puedan tener la oportunidad de detenerlo. Sin embargo, cuando Maul revela que el antiguo maestro de Ahsoka, Anakin Skywalker, será llevado al lado oscuro por Sidious, y que esperaba matar a Anakin para evitar que esto suceda, Ahsoka enfrenta a Maul en un duelo con sables de luz, que termina con su captura. 
Posteriormente, Maul es encarcelado en un dispositivo mandaloriano que inutiliza sus poderes de la Fuerza, y está listo para ser llevado a Coruscant para ser juzgado. Sin embargo, en este punto, Sidious ejecuta la Orden 66, lo que hace que los soldados clon de toda la galaxia traicionen e intenten ejecutar a sus generales Jedi. Maul casi muere, pero Ahsoka, que sobrevivió al atentado de sus clones contra su vida, lo rescata para que pueda servir como una distracción mientras ella y Rex intentan escapar. Sin embargo, durante su alboroto, Maul destruye el hiperimpulsor de la nave y hace que se estrelle contra una luna cercana. Luego traiciona a Ahsoka y roba su transbordador para escapar, aunque Ahsoka y Rex logran encontrar otra forma de salir del barco antes de que se estrelle. 

#### Rebels
Un Maul mayor aparece en el final de la segunda temporada de Star Wars Rebels, que tiene lugar entre Solo y A New Hope.  Rastreado por un Inquisidor Imperial llamado el Octavo Hermano, Maul queda varado en el antiguo mundo Sith de Malachor, donde es descubierto entre las ruinas por el protagonista de la serie Ezra Bridger. Al presentarse a sí mismo como un "viejo maestro" y buscar venganza contra Sidious, Maul se gana la confianza de Ezra al denunciar a los Sith. Alienta al niño a usar el lado oscuro y lo lleva a un antiguo templo Sith, donde descubren un holocrón que, según Maul, puede brindarles el conocimiento necesario para derrotar a los Sith. Después de recuperarlo, los dos encuentran al maestro de Ezra, Kanan Jarrus, y Ahsoka Tano enzarzados en una batalla con el Octavo Hermano, así como con el Quinto Hermano y la Séptima Hermana. Maul, habiendo dejado de lado el título de Darth, revela un nuevo sable de luz disfrazado de bastón y se une a los Jedi para luchar contra los Inquisidores.
Después de la retirada de los Inquisidores, Maul sugiere a los Jedi que se unan, diciéndoles que no puede derrotar a Darth Vader por su cuenta. Aunque Kanan y Ahsoka no confían en él, solo cooperan ante la insistencia de Ezra. Una vez que los tres Inquisidores mueren, Maul se vuelve contra el Jedi, revelando su intención de tomar a Ezra como su aprendiz y que lo engañó para que activara el templo. Después de cegar a Kanan con su sable de luz, Maul se enfrenta brevemente a Ahsoka y luego al ahora ciego Kanan, quien lo derriba por el borde del templo. Sin embargo, sobrevive a la caída y escapa de Malachor en el caza TIE del Octavo Hermano.
En la tercera temporada, Maul toma como rehenes a la tripulación del Fantasma y amenaza con matarlos a menos que Kanan y Ezra le traigan los holocrones Sith y Jedi. Maul lleva a la tripulación a una base remota en el Borde Exterior donde espera la llegada de Kanan y Ezra. Atrae a Kanan lejos de Ezra y atenta contra su vida. Posteriormente, Maul y Ezra unen peligrosamente los holocrones, lo que les permite ver visiones de sus deseos: Ezra ve imágenes de una forma de destruir a los Sith, imágenes que incluyen "soles gemelos", mientras que Maul ve una visión propia. Kanan le ruega a Ezra que mire hacia otro lado antes de que vea demasiado del lado oscuro, mientras que Maul le dice que ignore a Kanan y siga mirando. Ezra presta atención a las palabras de su maestro y rompe la conexión, lo que provoca una gran explosión. Maul escapa en la confusión, pronunciando, "esta vivo".
Maul regresa después de encontrar la base secreta de los rebeldes. Él le dice a Ezra que debido a que la conexión se cortó, obtuvieron fragmentos de las visiones del otro. Después de que se destruyeron los holocrones, Maul descubrió otra forma de obtener la información que necesitaba. Viaja a Dathomir con Ezra y recrea un hechizo de las Hermana de la Noche para fusionar temporalmente su mente y la de Ezra, lo que los lleva a darse cuenta de que ambos están buscando a Obi-Wan Kenobi. Sin embargo, a cambio de las respuestas proporcionadas, los espíritus de las Hermanas de la Noche exigen un sacrificio y poseen a Kanan y Sabine Wren cuando llegan para rescatar a Ezra. Después de escapar de ellos, Maul le hace una última oferta a Ezra para convertirse en su aprendiz y lo deja atrás para tratar de rescatar a sus amigos después de que él se niega.
Eventualmente, en el episodio "Twin Suns", Maul sigue la pista de Obi-Wan hasta Tatooine, pero se pierde en el desierto y decide usar a Ezra para sacar a su antiguo enemigo de su escondite. Su plan finalmente tiene éxito ya que rastrea el movimiento de Ezra, quien vino a buscar y advertir a Obi-Wan de Maul, hasta que el Maestro Jedi lo rescata. Cuando Obi-Wan se lleva a Ezra, Maul amenaza a su viejo enemigo y rápidamente deduce que no solo se está escondiendo, sino que está protegiendo a alguien. Al darse cuenta de que no puede permitir que Maul escape con esta información, Obi-Wan enciende su sable de luz y se prepara para batirse en duelo con Maul, quien rápidamente es derrotado con unos pocos golpes. Mientras agoniza en los brazos de Obi-Wan, Maul pregunta si la persona a la que protege es el "Elegido", y Obi-Wan responde que sí. Maul declara que este "Elegido" los vengará y fallece.

### Cómic

#### Star Wars: Darth Maul
Marvel Comics publicó una miniserie de 5 números sobre Darth Maul. Escrita por Cullen Bunn y dibujada por Luke Ross, la miniserie se publicó en febrero de 2017 y esta ambientada antes del Episodio I, narrando su entrenamiento con Darth Sidious antes de ser nombrado Lord Sith.
Podemos conocer por primera vez en el nuevo canon principal de Star Wars el pasado de Darth Maul. Estos cinco números sirven de precuela a la película, Star Wars: Episodio I - La amenaza fantasma. En sus páginas encontraremos a un Darth Maul que todavía no ha tenido la oportunidad de probarse ante un Jedi. Para aplacar su sed de sangre persigue y castiga a la peor escoria de los bajos fondos, esto le llevara a conocer a un señor del crimen  que tiene preso al Padawan Jedi, Eldra Kaitis, quien tendrá un gran impacto en la vida de Maul. Maul tendrá la oportunidad de poner a prueba sus habilidades contra el Jedi e intentar convertir a alguien al Lado Oscuro. Así que una gran parte de la historia es la caída de Darth Maul al Lado Oscuro

#### Darth Maul: Hijo de Dathomir
Miniserie de cómics compuesta por cuatro números. Sirve como secuela de la historia de Darth Maul en la serie animada de televisión "Star Wars: The Clone Wars", puesto que adaptan un arco argumental destinado a la sexta temporada de esta, que finalmente, no llegó a producirse. 
Después de la captura de Darth Maul por Darth Sidious, el zabrak es llevado a una prisión secreta separatista de Stygeon (Planeta bajo el control del Imperio y otros reclusos), donde es torturado por el Conde Dooku. Darth Sidious, pese a haber elaborado cuidadosamente su plan para dominar la galaxia, es consciente de que hay gente lo suficientemente inteligente como para truncar sus planes. Para evitar esto, sabe que utilizando a Maul, podrá sacar a la Madre Talzin de su escondite y acabar con ella, puesto que ya conoce su poder al haber tenido tratos con ella anteriormente. Mientras tanto, el ministro Almec organiza la fuga de Maul y planea con la Madre Talzin matar a Darth Sidious mediante la captura del Conde Dooku y del General Grievous. El plan funciona, un par de comandos mandalorianos hacen su aparición para permitir la fuga del zabrak. Durante el transcurso de la batalla, la Madre Talzin se sacrifica para salvar a Maul, siendo asesinada por el General Grievous. El Colectivo de las Sombras ha caído, separados por el conflicto con Darth Sidious, los Hutt, los Pykes y Sol Negro dejan a Maul abandonado, pero gracias a un grupo de leales mandalorianos, Maul logra escapar.

### Novela

#### Star Wars: Ahsoka

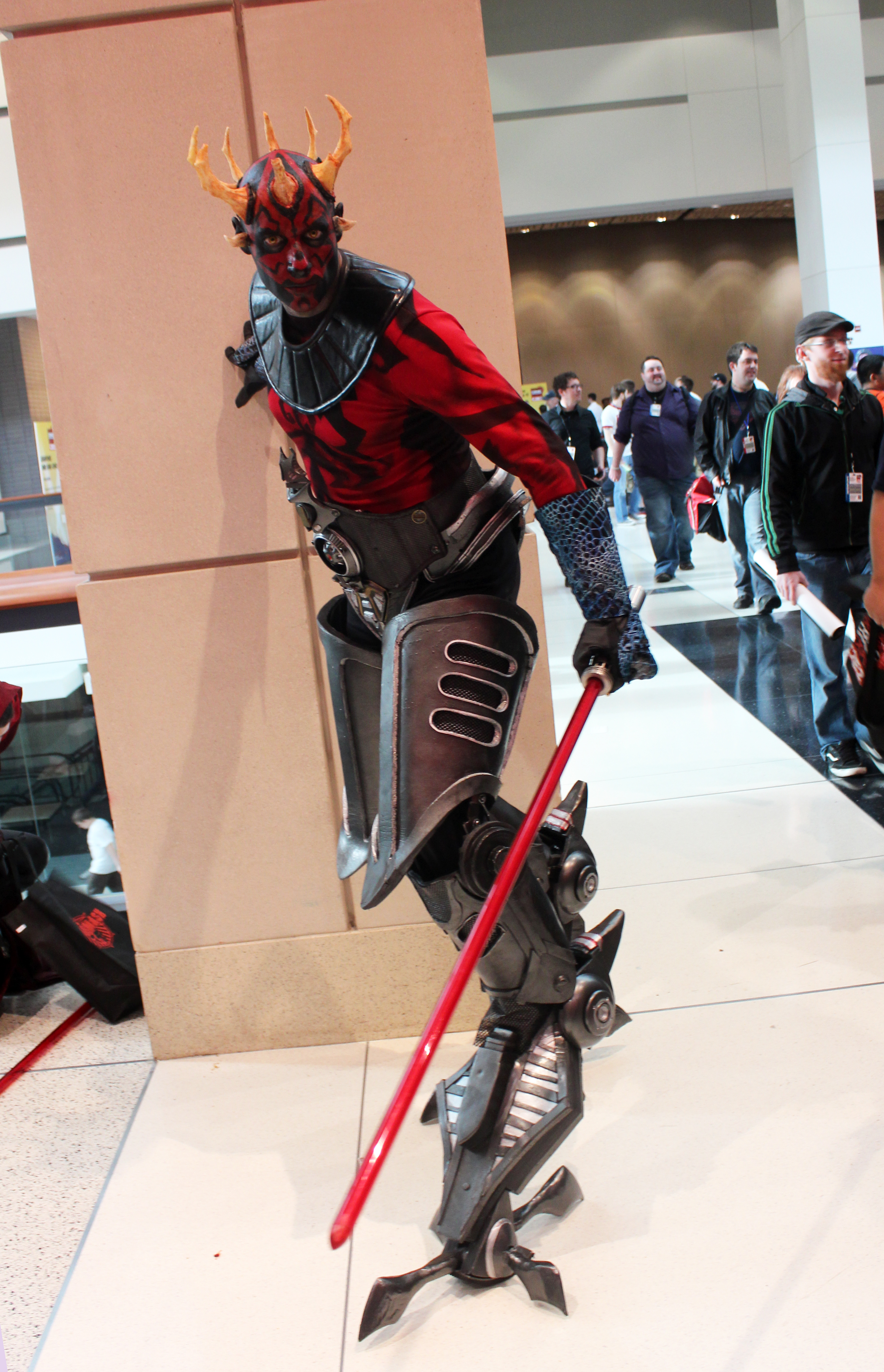
Cosplay de Darth Maul en el Chicago Comic & Entertainment Expo.

Como la serie Star Wars: The Clone Wars fue cancelada abruptamente, hubo una parte de la historia de Maul que se quedó sin contar, algo que se desvela en esta novela, centrada en la padawan de Anakin Skywalker. 
Maul y sus aliados leales, tiempo después de haber conseguido escapar de la batalla contra Darth Sidious, se encuentran en Mandalore luchando contra Ahsoka Tano, Rex y su ejército de clones. El Sith es más poderoso, pero la padawan es más lista y logra derrotarlo. Pero justo en ese momento, cuando Ahsoka planea entregar a Maul a las fuerzas de la República, se ejecuta la fatídica Orden 66, por lo que ve cómo todos los clones, excepto Rex, se vuelven contra ella. De esta manera, Ahsoka se ve obligada a huir y Maul escapa de nuevo. 
Esta batalla entre ambos en Mandalore iba a ser el final de la serie de no haber sido cancelada, con Anakin Skywalker y Obi-Wan Kenobi teniendo que ir rápidamente a Coruscant para rescatar al Canciller Palpatine, conectando así, la serie con la película Star Wars Episodio III: La venganza de los Sith. Finalmente, estos eventos serían adaptados en la séptima y última temporada de The Clone Wars. 
Según el orden cronológico de Star Wars, entre las diversas obras en las que aparece este personaje podemos encontrar cómics, una película de la saga y dos series animadas para televisión. Todo esto sí es considerado parte del canon oficial de Star Wars creado por la compañía de Disney.

### Legends
Según el orden cronológico de Star Wars, entre las diversas obras en las que aparece este personaje podemos encontrar novelas y cómics. Estas novelas y cómics cuentan la vida de Maul antes de los acontecimientos vistos en la película "Star Wars: Episodio I - La amenaza fantasma", sin embargo, desde la adquisición de la franquicia de LucasFilm por parte de Disney en 2012, la mayor parte de las novelas y cómics producidos desde el 1977 fueron considerados fuera del canon oficial de Star Wars en abril de 2014, es decir, son no canónicas y fueron renombradas bajo el sello "Star Wars Legends". Por lo tanto, las siguientes novelas y cómics no forman parte del canon oficial de Star Wars creado por la compañía de Disney.

#### Novelas y cómics
- Star Wars: Darth Plagueis

Según esta novela de 2012, Darth Maul nace en un planeta del universo de Star Wars llamado Iridonia como un «hermano de la noche» de raza zabrak, bajo una especie de matriarcado de brujas de la fuerza oscura llamadas «hermanas de la noche» de Dathomir. Posteriormente fue dado en adopción a Darth Sidious para que le sirviese como aprendiz y asesino.
- Star Wars: La Ira de Maul

Es un libro de 2012 donde se relata el entrenamiento del joven Maul como aprendiz de sith. Como prueba final de su aprendizaje es enviado a un planeta de droides asesinos para posteriormente enfrentarse al mismo Darth Sidious, perdiendo la batalla.
- Darth Maul: Prisionero

Es una novela de 2014 que cuenta parte de las aventuras de Maul antes de los acontecimientos del Episodio I, en donde Maul se interna en una prisión para contactar a un comerciante de armas llamado Iram Radique con el propósito de comprar un dispositivo nuclear y venderlo al Bando Gora.
- Star Wars: Darth Maul

Son una serie de cómics de 2001 que relatan la vida de Maul poco antes de los acontecimientos de la película del Episodio I. En esta historia, Darth Maul fue enviado por Darth Sidious para atacar una asociación criminal llamada Sol Negro con el fin de fortalecer los planes de los Sith. Maul finalmente termina por eliminar a todos los cabecillas o vigos y aniquilar la fuerza de la organización.
- Darth Maul: El Cazador en las Tinieblas

Es una novela de 2001 que relata los hechos poco antes de la Batalla de Naboo y al inicio de la caída de la República Galáctica de la película del Episodio I. Darth Sidious y los neimoidianos de la federación de comercio se reúnen en secreto para bloquear al planeta Naboo. Darth Maul, ordenado bajo las órdenes de Sidious en la persecución y aniquilación de un informante neimoidiano, termina enfrentándose al jedi Anoon Bondara y a su padawan Darsha Assant, muriendo el primero y la última escapando para entregar la información al Templo Jedi.

## Apariciones en otros medios
En 2018, Darth Maul apareció en la película animada perteneciente de Disney, del estudio Walt Disney Animation Studios, Ralph Breaks the Internet, en una escena donde aparece un usuario disfrazado de Darth Maul en el sitio Oh my Disney!, en donde la personaje Vanellope Von Schweetz huye de los Stormtroopers, luego de ser una ventana emergente del video del protagonista, Ralph el demoledor.
Maul aparece como personaje jugable en el videojuego Tony Hawk's Pro Skater 3 de 2002.

## En la cultura popular
Desde el lanzamiento de The Phantom Menace, Maul ha demostrado ser un personaje popular. Si bien la película recibió reacciones mixtas tanto de los seguidores como de los críticos, el personaje fue una de las partes más elogiadas de la película, a pesar de su limitado tiempo en pantalla. IGN nombró a Maul como el decimosexto personaje más importante de Star Wars y señaló: "De los innumerables personajes que entran y salen de la saga Star Wars, ninguno parece o actúa más rudo que Maul". 
La mercancía relacionada con Maul era popular entre las líneas de juguetes de Hasbro Star Wars, con recreaciones de plástico de su sable láser de doble hoja y varias figuras de acción a su imagen. Maul fue el punto focal de la campaña de marketing de juguetes que rodeó el relanzamiento de La amenaza fantasma en 2012, y apareció en el empaque de la línea de juguetes. 